# Рейнкок-Экунве, Найо
Фоладе Найо Рейнкок-Экунве (англ. Folade Nayo Raincock-Ekunwe; род. 29 августа 1991 года в Торонто, Онтарио, Канада) — канадская профессиональная баскетболистка, которая выступала в женской национальной баскетбольной ассоциации. На драфте ВНБА 2013 года не была выбрана ни одной из команд, однако спустя четыре года заключила соглашение с клубом «Нью-Йорк Либерти». Играла на позиции тяжёлого форварда и центровой.
В составе национальной сборной Канады принимала участие на Олимпийских играх 2016 года в Рио-де-Жанейро и 2020 года в Токио, стала победительницей чемпионата Америки 2015 года в Эдмонтоне и Панамериканских игр 2015 года в Торонто, выиграла серебряные медали чемпионата Америки 2019 года в Сан-Хуане, также принимала участие на чемпионате мира 2018 года в Испании и чемпионате Америки 2021 года в Сан-Хуане.

## Ранние годы
Найо Рейнкок-Экунве родилась 29 августа 1991 года в городе Торонто (провинция Онтарио) в семье Чарльза Экунве и Дениз Рейнкок, училась она в городе Вернон (провинция Британская Колумбия) в средней школе Каламалка, в которой выступала за местную баскетбольную команду.